# وربیتسه (ناحیه کارلووی واری)
وربیتسه (به چکی: Vrbice) یک منطقهٔ مسکونی در جمهوری چک است که در ناحیه کارلووی واری واقع شده‌است. وربیتسه ۷٫۶۵ کیلومتر مربع مساحت و ۱۹۱ نفر جمعیت دارد و ۵۶۳ متر بالاتر از سطح دریا واقع شده‌است.